# Erich Urbanner
Erich Urbanner (né le 26 mars 1936 à Innsbruck) est un compositeur et professeur de musique autrichien.

## Biographie
Urbanner a étudié de 1955 à 1961 à l'Académie de musique et des arts du spectacle de Vienne la composition avec Karl Schiske et Hanns Jelinek, le piano avec Grete Hinterhofer (de) et la direction d'orchestre avec Hans Swarowsky. Au Darmstädter Ferienkurse, il suit des cours de composition avec Wolfgang Fortner, Karlheinz Stockhausen et Bruno Maderna.
À partir de 1961, il enseigne à l'Académie de musique et des arts du spectacle de Vienne. En 1969, il devient professeur titulaire de composition. De 1969 à 1974, il dirige le Zwölftonsenminar, de 1986 à 1989, l'Institut d'électroacoustique et de musique expérimentale. Depuis 1968, il travaille également comme chef d'orchestre. Parmi ses élèves, on trouve Olga Neuwirth, Thomas Larcher, Gilles Bellemare, Johanna Doderer, Miguel del Águila (en), Wolfram Wagner (en), Lukas Ligeti (en), Gerhard Schedl (en).
Urbanner a composé des pièces pour instruments solistes, de la musique de chambre, des œuvres orchestrales (comprenant plusieurs concertos, une messe et un requiem ainsi que plusieurs opéras).

## Œuvres

### Musique pour piano
- Erste Sonatine - pour piano, 1956
- Zweite Sonatine - pour piano, 1957
- Variationen - pour piano, 1958
- Variation - pour piano, 1958
- Fünf Stücke - pour piano, 1959
- Elf Bagatellen - pour piano, 1959
- Improvisation II - pour deux pianos, 1966
- Adagio - pour piano, 1966
- Variation - pour piano, 1981
- Dreizehn Charakterstücke - pour piano, 1988-89
- Formen im Wandel - Klavierstück, 1996
- Orgelwerk 1998 - Suite in vier Sätzen, 1998

### Musique pour orgue
- Improvisation I - pour orgue, 1961
- Zyklus - pour orgue, 1993
- Phantasiestück pour orgue, 1995

### Musique de chambre
- Premier quatuor à cordes, 1956
- Second quatuor à cordes, 1957
- Acht Stücke - pour flûte et piano, 1957
- Fünf Stücke - pour violon et piano, 1961
- Schlag- und Klangfiguren, 1964
- Etüde - pour quintette de cuivres, 1965
- Acht Aphorismen - pour flûte, clarinette et basson, 1966
- Improvisation III - pour dix instruments, 1969
- Improvisation IV - pour quintette de cuivres, 1969
- Lyrica - pour onze instruments, 1971
- Troisième quatuor à cordes, 1972
- Burleske - pour flûte et orgue, 1973
- Takes - pour trio avec piano, 1977
- Quartetto concertato - pour quatuor à cordes et six duos de cordes, 1978
- Nachtstück - pour un ensemble de flûtes à bec, 1978
- Arioso - Furioso - pour violoncelle et piano, 1980
- Nonett 1981 - pour flûte, clarinette, clarinette basse, trombone ténor-basse, guitare, piano, Violon, Violoncelle et contrebasse, 1981
- Emotionen - pour quatuor de saxophones, 1984
- Trio mobile - pour flûte, alto et violoncelle, 1987
- ... in Bewegung ... - Trio in zwei Sätzen für Violine, Violoncello und Klavier, 1990
- Quatrième quatuor à cordes, 1991-92
- Duo - pour accordéon et contrebasse, 1992
- Quartett pour Violon, clarinette, saxophone ténor et piano, 1998
- Entfaltung - pour violoncelle et piano, 1999
- 5. Streichquartett, 2001
- Duo für zwei Gitarren, 2003

#### Instruments seuls
- Vier Stücke - pour alto, 1967
- Fünf Stücke - pour flûte, 1967
- Solo - pour violon, 1971
- Ballade - pour guitare seule, 1982
- Solo - pour clarinette en si, 1997
- ... apropos Orgelpunkt ... - pour guitare seule, 1998
- Reminiszenzen - pour violoncelle seul, 2005

### Musique d'orchestre
- Prolog pour orchestre über "Innsbruck, ich muss dich lassen", 1957
- Intrada - pour orchestre de chambre, 1957
- Symphonie in einem Satz, 1963
- Serenade - pour orchestre à cordes, 1965
- Rondeau - pour grand orchestre, 1967
- Thema, 19 Variationen und ein Nachspiel - pour orchestre, 1968
- Kontraste II - pour orchestre, 1970
- Concerto Wolfgang Amadeus - pour deux orchestres, trois trombones et célesta, 1972
- Retrospektiven - Vier Stücke für großes Orchester, 1974-75
- Pastorale, 1975
- Sinfonietta 79 - pour orchestre de chambre, 1979
- Sonata brevis - pour orchestre de chambre, 1980
- Sechs Phan-Tasten und zwei Schlagzeuger - pour deux pianos, célesta, clavecin, orgue positif, harmonium et percussion, 1980
- Sinfonia concertante - pour orchestre de chambre, 1982
- quasi una fantasia - Sechs konzertante Stücke für 15 Instrumente, 1993
- begegnung - variation - wiederbegegnung - für zwölf Instrumentalisten, 1996
- Multiphonie - pour grand orchestre, 1998
- Begegnungen für großes Orchester, 2005–2006

### Concertos
- Klavierkonzert, 1958
- Flötenconcertino, 1959
- Concertino - pour orgue et orchestre à cordes, 1961
- Dialoge - pour piano et orchestre, 1965
- Concerto - pour hautbois et orchestre de chambre, 1966
- Violinkonzert, 1971
- Kontrabasskonzert, 1973
- Klavierkonzert 76, 1976
- Concerto pour saxophone alto en mi et douze instrumentistes, 1978
- Konzert pour violoncelle et orchestre, 1981
- Doppelkonzert - pour flûte, clarinette et orchestre, 1984
- Concerto - pour quatuor de saxophones et orchestre à cordes, 1989
- Concerto XIII - pour quatuor de saxophones et 9 instrumentistes, 1989-90
- Klavierkonzert Nr. 4, 2002–2003
- Konzert pour accordéon et neuf instruments, 2003

### Musique vocale
- Fünf Songs - pour mezzo-soprano et petit ensemble, 1961
- Das Ahnenbild - pour soprano et piano, 1961
- Acht ächte Tyroller Liader - pour soprano, ténor et ensemble de chambre, 1985
- Die Tochter des Kerensteiners - Vier Szenen für Musik nach dem Fragment eines unbekannten Dichters aus dem 12. Jahrhundert, 1994
- Drei Sätze - für gemischten Chor, Soli und Violoncello nach Gedichten aus "Die Niemandsrose" von Paul Celan, 1995
- Vier Moritaten - für Bariton und frei zu wählende Instrumentalbegleitung, 2000

### Musique sacrée
- Missa Benedicte Gentes - pour chœur mixte à quatre voix et orgue, 1958
- Requiem - pour 4 solistes, chœur mixte et orchestre, 1982-83

### Musique pour la scène
- Der Gluckerich oder Tugend und Tadel der Nützlichkeit - Musikalische Burleske in drei Akten d'après Guy de Maupassant, 1963
- Ninive oder Das Leben geht weiter - Opéra en 2 parties (7 scènes) d'après "Buch Jona", 1987
- Johannes Stein oder Der Rock des Kaisers - Monodram für Sprecherin, 4 Männerstimmen und Orchester, 1991, 1994